# Palácio de Maiçor

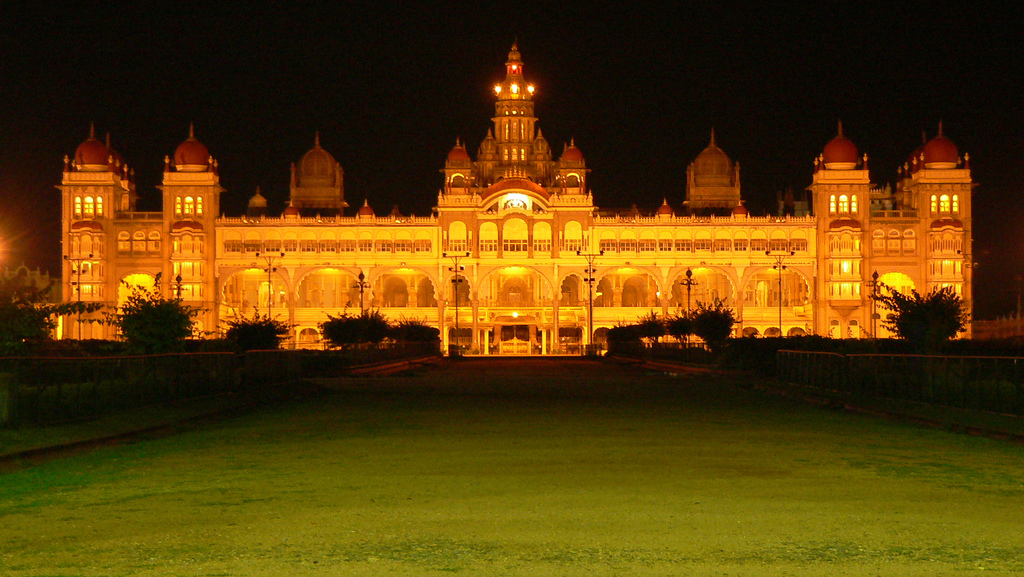
Palácio de Maiçor à noite

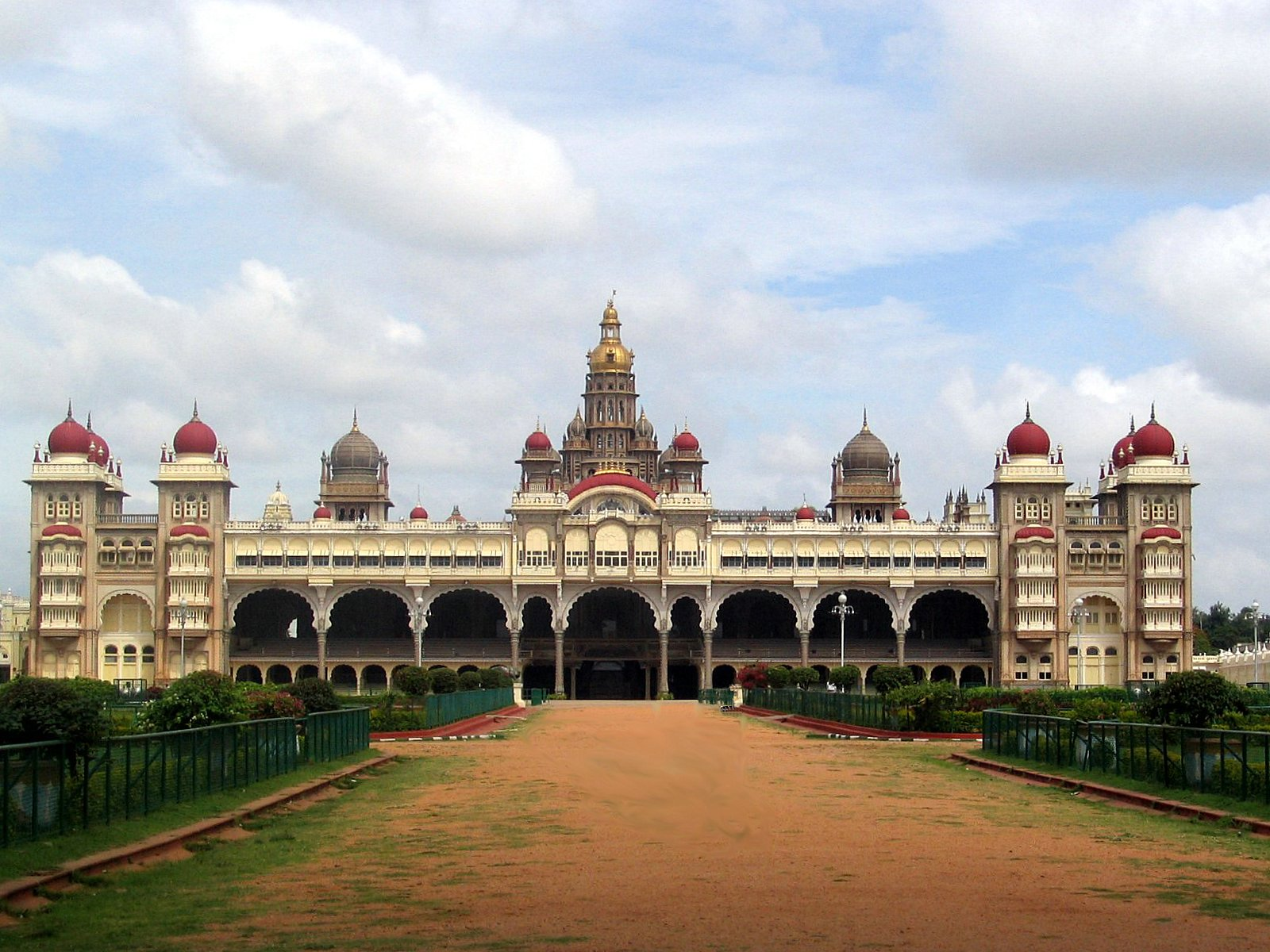
Vista do Palácio de Maiçor

O Palácio de Mysore ou, na sua forma portuguesa, de Maiçor, é um palácio localizado na cidade de Maiçor, ao sul da Índia. Foi a residência real da antiga família real de Maiçor.
Maiçor possui numerosos palácios históricos, sendo por isso conhecida como a Cidade dos Palácios. Todavia, o termo "Palácio de Maiçor" especificamente se refere a um desses palácios, Amba Vilas. A construção do palácio foi autorizada em 1897, e foi concluída em 1912. Atualmente é um das principais atrações turísticas de Maiçor.

## História
O Reino de Maiçor foi governado pela dinastia Wodeyar de 1399 até a independência da Índia, em 1947, e a subsequente dissolução da monarquia pela constituição indiana. Os reis Wodeyar construíram um palácio em Maiçor no século XIV, mas esse palácio foi parcialmente destruído por uma greve relâmpago em 1638. Ele foi reparado e expandido, mas se tornou em ruínas por negligência ao fim do século XVIII. Ele foi demolido em 1793, e um novo palácio foi construído neste local em 1803. Esse palácio, por sua vez, foi destruído por um incêndio em 1897 durante o casamento da Princesa Jayalakshmanni.
A Rainha-Regente de Maiçor nesse tempo, Kempananjammanni Vanivilasa Sanndihana, autorizou um arquiteto britânico, Henry Irwin, a construir outro palácio no local. Ao arquiteto foi solicitado combinar diferentes estilos de arquitetura na construção do palácio. A construção foi completada em 1912.